# محافظة ضرية
محافظة ضرية، هي محافظة سعودية تقع غرب منطقة القصيم، ويحدها من الشمال محافظة الرس، ومن الجنوب محافظة عفيف، ومن الشرق محافظة الدوادمي ، و كانت ضرية قبل الإسلام حمى لإبل الملك كليب بن ربيعة بن الحارث التغلبي الوائلي
الاستقرار و الإمارة: 
استقر آل مظهر من آل كثير (الكثران) في بلدة ضرية بعد فترة من 
خروج جدهم من العمارية منذ منتصف القرن الثاني عشر الهجري، و
بعد فترة من استقرارهم قام أحد أبناء آل مظهر "رشيدان بن حماد
الكثيري" بإنشاء بلدة مسكة.

● أمراء بلدة ضرية هم آل مظهر من الكثران منذ ثلاثة قرون.
و اختصت أسرة آل غريب من آل بصيص من آل مظهر
بإمارة البلدة منذ بداية القرن الرابع عشر الهجري.
التدوين وقف عائقاً على معرفة أسماء الأمراء من آل مظهر من الكثران
(قبل ١٣٠٠ هجري) تحديداً.
و ما بعده دوّنت الوثائق و الكتب أسماء الأمراء - قبل توحيد المملكة - :
• محمد (الغريب) بن بصيص الثاني بن عليان بن بصيص آل مظهر.
• رشيد بن محمد (الغريب) بن  بصيص الثاني بن عليان آل مظهر.
● بعد توحيد المملكة :
• رشيد بن محمد (الغريب) بن بصيص الثاني آل مظهر.
• حسين (نجران) بن علي بن بصيص الثاني آل مظهر.
• محمد بن راشد بن محمد (الغريب) بن بصيص الثاني آل مظهر.
في عام ١٣٩١ هجري تم تنصيب أميراً من الدولة على بلدة ضريّة.

## الموقع
تقع جنوب غرب بريدة (بميل نحو الجنوب) وتبعد عنه حوالي 207كم بخط مستقيم، وترتبط بمحافظة الرس وتبعد عنها 210 كم.

## السكان
يبلغ عدد سكان محافظة ضرية حسب إحصاء عام 1444هـ/ 2022م 22,826 نسمة، 11,634 منهم ذكور 9,192 منهم إناث، وعدد السعوديين منهم 16,385، وغير السعوديين 4,441.

## التقسيم الإداري
يتبع المحافظة المراكز التالية:
1. مركز مسكة
2. مركز الصمعورية
3. مركز سلام
4. مركز الظاهرية
5. مركز بقيعاء الجنوبية
6. مركز بدائع الضبطان
7. مركز العاقر
8. مركز المطيوي الجنوبي
9. مركز هرموله
10. مركز فيضة الريشية
11. مركز القاعية
12. مركز صعينين
13. مركز ليم

## وصلات خارجية
- ضرية ... وآل غنام والتاريخ العريق.